# Sabadel-Lauzès
Sabadel-Lauzès – miejscowość i gmina we Francji, w regionie Oksytania, w departamencie Lot.
Według danych na rok 2021 gminę zamieszkiwało 87 osób, a gęstość zaludnienia wynosiła 9 osób/km².